# Vicente Carducho

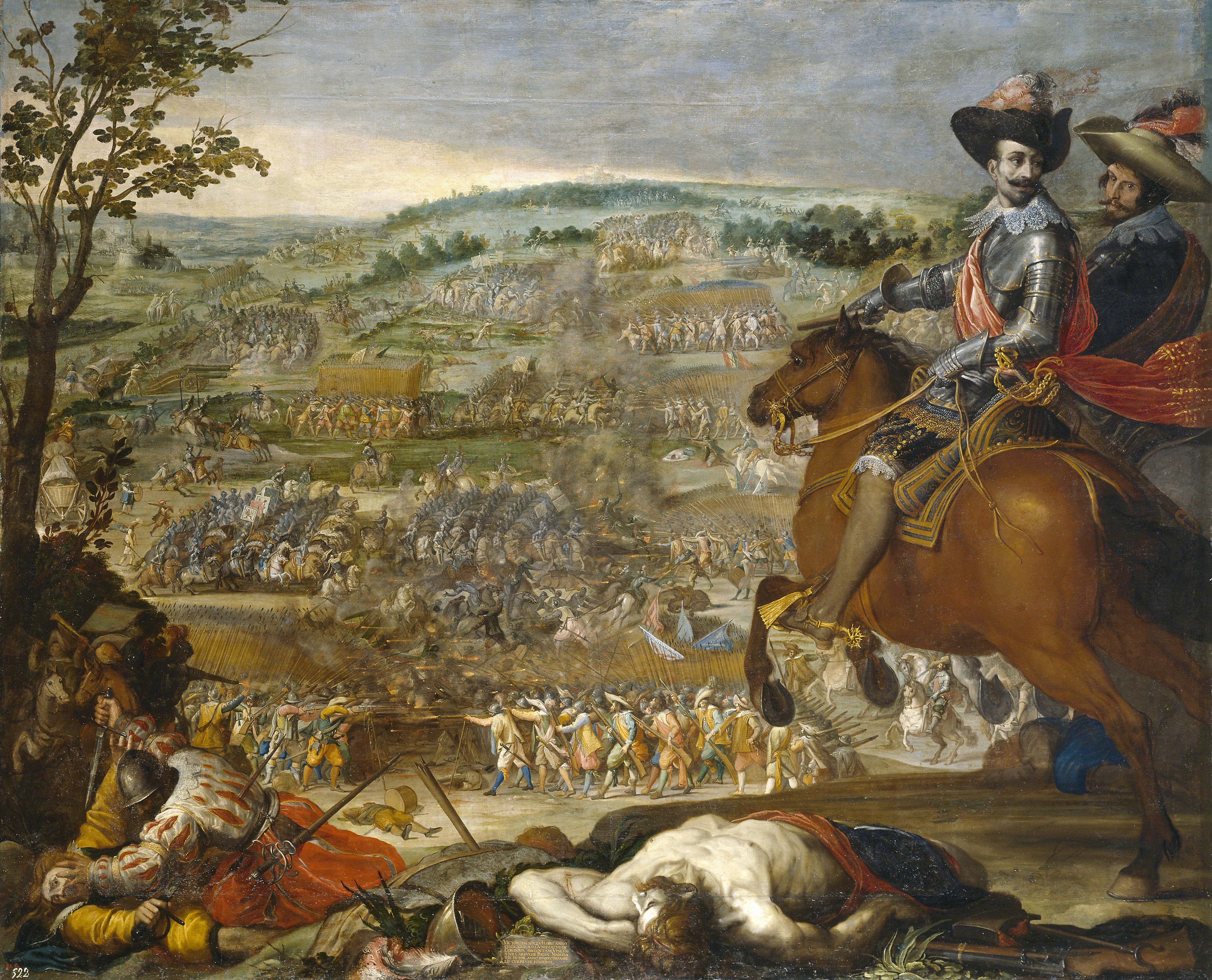
Bitwa pod Fleurus (1634)

Vicente Carducho [wym. Wisente Karduczio], właśc. Vincenzo Carducci (ur. w 1570 lub 1576 we Florencji, zm. w 1638 w Madrycie) – hiszpański malarz okresu baroku, pochodzenia włoskiego.
W 1585 przybył do Hiszpanii wraz ze swoim bratem i nauczycielem Bartolomé. Początkowo pracował z bratem (m.in. w Valladolid), później realizował liczne zamówienia dla kościołów i klasztorów. W 1609 został nadwornym malarzem króla Filipa II. Zajmował się m.in. konserwacją zbiorów królewskich. Współpracował przy dekoracji Alkazaru. Był autorem pierwszego hiszpańskiego traktatu o malarstwie Diálogos de la pintura (1633).
Malował obrazy religijne i historyczne. Był autorem m.in. dwóch dużych cykli obrazów: 56 wielkich płócien przedstawiających historię zakonu kartuzów, wykonanych dla Monasteru Santa María de El Paular (1626-32), oraz 12 obrazów ilustrujących historię zakonu trynitarzy. Większość z nich znajduje się obecnie w Prado. W 1634 namalował trzy obrazy z serii 12 prac batalistycznych zamówionych przez hrabiego Olivaresa (wyboru artystów dokonał Diego Velazquez) do Sali Królestw w Pałac Buen Retiro Pałacu Buen Retiro: Oblężenie Rheinfelden, Odsiecz Constanzy, Bitwa pod Fleures.

## Wybrane dzieła
- Bitwa pod Fleurus -  1634, 297 x 365 cm, Prado, Madryt
- Ekstaza ojca Birelli -  60 x 48 cm, Luwr, Paryż
- Oblężenie Rheinfelden -  1634, 297 x 357 cm, Prado, Madryt
- Odsiecz Constanzy -  1634, 297 x 374 cm, Prado, Madryt
- Śmierć czcigodnego Odona Novara -  1632, 342 x 302 cm, Prado, Madryt
- Śmierć św. Brunona -  1626-32, 48 x 60 cm, Luwr, Paryż
- Św. Agnieszka -  1637, 212 x 125 cm, Prado, Madryt
- Św. Bernard z Clairvaux -  60 x 48 cm, Luwr, Paryż
- Św. Bruno zrzeka się arcybiskupstwa -  1632, 342 x 302 cm, Prado, Madryt
- Św. Gonzalo pomiędzy św. Franciszkiem i św. Bernardem ze Sieny -  1630, 220 x 164 cm, Galeria Obrazów Starych Mistrzów w Dreźnie
- Św. Jan z Maty zrzeka się swego doktoratu -  1634, 240 x 234 cm, Prado, Madryt
- Święta Rodzina -  1631, 150 x 114 cm, Prado, Madryt
- Wizja św. Antoniego Padewskiego -  1631, Ermitaż, Sankt Petersburg
- Wizja św. Franciszka z Asyżu -  1631, 246 x 173 cm, Muzeum Sztuk Pięknych w Budapeszcie
- Zwiastowanie -  180 x 124 cm, Prado, Madryt